# ويليام بوند
ويليام بوند (بالإنجليزية: William Bond)‏ هو سياسي أمريكي، ولد في 8 سبتمبر 1625 في إنجلترا في المملكة المتحدة، وتوفي في 14 ديسمبر 1695 في ماساتشوستس في الولايات المتحدة. انتخب عضو مجلس نواب ماساتشوستس.